# Włodzimierz Antkowiak
Włodzimierz Antkowiak (* 30. Oktober 1946 in Grudziądz) ist ein polnischer Lyriker und Sachbuchautor.

## Leben
Antkowiak besuchte das Gymnasium in Grudziądz. Nach dem Abitur 1965 arbeitete er als Grundschullehrer in Breń. Anschließend studierte er von 1966 bis 1967 an der Pädagogischen Hochschule (Studium Nauczycielskie) in Ełk, zudem studierte er ein Jahr lang Malerei an der Staatlichen Hochschule der Bildenden Künste in Danzig. Danach arbeitete er an einer Grundschule in Łasin. Den obligatorischen Wehrdienst absolvierte er 1969. Als Dichter debütierte er 1972 mit dem Gedicht Pies, das in der Monatszeitschrift Radar veröffentlicht wurde. Auf mehreren Lyrikwettbewerben wurde er zwischen 1973 und 1975 mit Preisen ausgezeichnet. Dem Verband der Polnischen Literaten schloss er sich 1980 an. Antkowiak ist Mitbegründer und Vorsitzender der Internationalen Agentur für Schatzsuche (Międzynarodowa Agencja Poszukiwawcza), die sich mit dem Aufspüren von verlorenen und verborgenen Schätzen beschäftigt.
Er lebt in Toruń.

## Publikationen

### Lyrik
- Przechodzę na stadion tych, którzy cię kochali, 1975
- Po co te gwizdy, 1980

### Prosa
- Pewnego dnia na wysokościach, 1979
- Brat wszystkich, 1983

### Sachbücher
- Monstra Świata, 1989
- Nie odkryte skarby: przewodnik dla poszukiwaczy, 1991; 2. Auflage: 1993
- Zamki i strażnice krzyżackie ziemi chełmińskiej (historia, plany, tajemnice), 1999
  - Die Burgen des Deutschen Ritterordens im Kulmer Land: Geschichte, Pläne, Geheimnisse, übersetzt von Tomasz Waszak, 1999
- Poszukiwanie skarbów ukrytych w Polsce, 2000
- Podziemia i wody kryją skarby, 2002
- Skarby. Poszukiwania i poszukiwacze, 2004
- Vamos, Peregrino! Droga do Santiago de Compostela, 2005